# المرأة في الحكومة الإسرائيلية
منذ الإعلان عن قيام دولة إسرائيل، ارتبطت عدة نساء بمناصب داخل مجلس وزراء إسرائيل، من بينهن نساء خدمن في وزارات رائدة. حيث تعتبر إسرائيل من بين الدول القليلة التي نصبت سيدة في منصب رئيس وزراء إسرائيل وهي جولدا مائير التي ترأست الحكومة بين 17 مارس 1969 و 3 يونيو 1974.
في 2013، مثلت النساء نسبة 23% من أعضاء الكنيست الإسرائيلي البالغ عدده 120 عضوا، وبالمقارنة (سنة 2004) مع العالم العربي يبدو الفرق واسعا حيث لاتمثل النساء هناك سوى 6.4% ، الإتحاد الأوروبي 17.6%، إسكندنافيا بنسبة 40% وفي ارتفاع مستمر. أما في الولايات المتحدة فتمثيلية تشكل فقط 19.3% حيث يُعزى اختلاف النسب إلى التركيبة السكانية لكل دولة. أغلبية النساء المشاركات في المشهد السياسي الإسرائيلي هن من أحزاب علمانية ومن أصل عربي يهودي.

## التاريخ

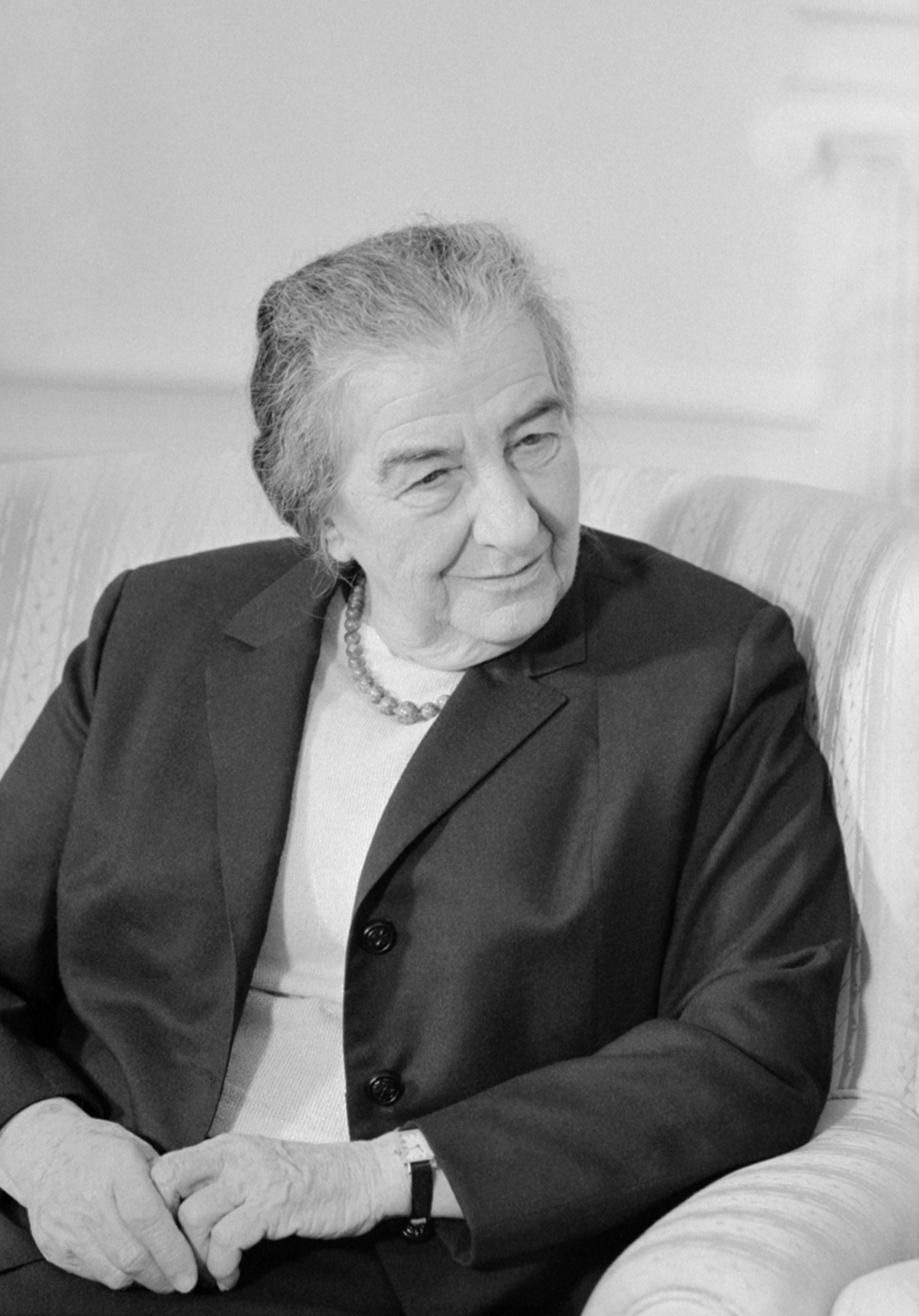
جولدا مائير خلال اجتماع لها في البيت الأبيض.

### قبل السبعينات
من أول حكومة إسرائيلة إلى غاية الحكومة الثانية عشر، جولدا مائير هي السيدة الوحيدة التي شغلت منصبا في مجلس وزراء إسرائيل (بعيدا عن البرلمان). جولدا بدأت مشوارها كسكرتيرة في الاتحاد العام لنقابات العمال الإسرائيلية النسائية ثم أصبحت بعدها رئيسة الوكالة اليهودية لأجل إسرائيل ثم عملت كسفيرة لدى الاتحاد السوفياتي. عادت إلى إسرائيل في 1949 وأصبحت برلمانية في الكنيست ثم وزيرة للعمل، بقيت في الوزارة لمدة 7 سنوات ثم أصبحت وزيرة للخارجية لمدة 10 سنوات ابتداء ا من 1966.
بعد 3 سنوات لم تبقى ضمن البرلمان، عندها اختيرت لتكون رئيسة لتجمع معراخ الحزبي ورئيسة للوزراء، ثم أعيد انتخابها لهذا الأخير مرة أخرى خلال الانتخابات الإسرائيلية 1969. لم تكن لها أية نشاطات نسوية كما أنها لم تعين أية امرأة في الحكومة خلال مدة رئاستها.
خلال فترة رئاسة جولدا كان عدد النساء في البرلمان بين 10 و 14 سيدة من بين 120 عضوا، أغلبهن من حزب ماباي، وخلال فترة الانتخابات كان في البرلمان 8 نساء فقط.

### خلال السبعينات
بعد الانتخابات التشريعية الإسرائيلية 1973، استقالت جولدا من منصبها كرئيسة للوزراء على خلفية حرب أكتوبر فيما خلفها إسحاق رابين الذي عين شولاميت ألوني كوزيرة بدون حقيبة وزارية حيث بقيت في منصبها لخمسة أشهر.

### بعد السبعينات
في 2015 تم كشف النقاب عن أول حزب يهودي حريدي يدعى «بي زوثان» يدافع عن تمثيلة المرأة في الحياة السياسية الإسرائيلية.